# Pilatus P-3
El Pilatus P-3 fue un avión de entrenamiento militar construido por Pilatus Aircraft en Suiza.

## Diseño y desarrollo
El indudable éxito del Pilatus P-2 llevó al desarrollo de un nuevo entrenador polivalente, al que se designó Pilatus P-3. Su prototipo realizó su vuelo inaugural el 3 de septiembre de 1953. Es un avión biplaza de entrenamiento militar construido por Pilatus Aircraft, de Suiza. El avión fue diseñado para el entrenamiento primario y avanzado (incluidos los vuelos nocturnos, acrobacias aéreas y el vuelo por instrumentos). 
La versión militar fue designada P-3-03. Presentaba una configuración en monoplano de ala baja cantilever y difería de su predecesor por estar enteramente construido a base de metal. Su tren de aterrizaje era triciclo y retráctil, pero como se requirió que este aparato asumiera todo el espectro de instrucción, desde la etapa elemental a la transición al entrenador a reacción de Havilland Vampire, se adoptó un motor de menor potencia, el Avco Lycoming GO-435-C2A. Al igual que su predecesor, el Pilatus P-3 podía montar en soportes subalares bombas ligeras de entrenamiento, cohetes y una ametralladora en un contenedor de armamento bajo el ala de babor. 

## Historial operativo

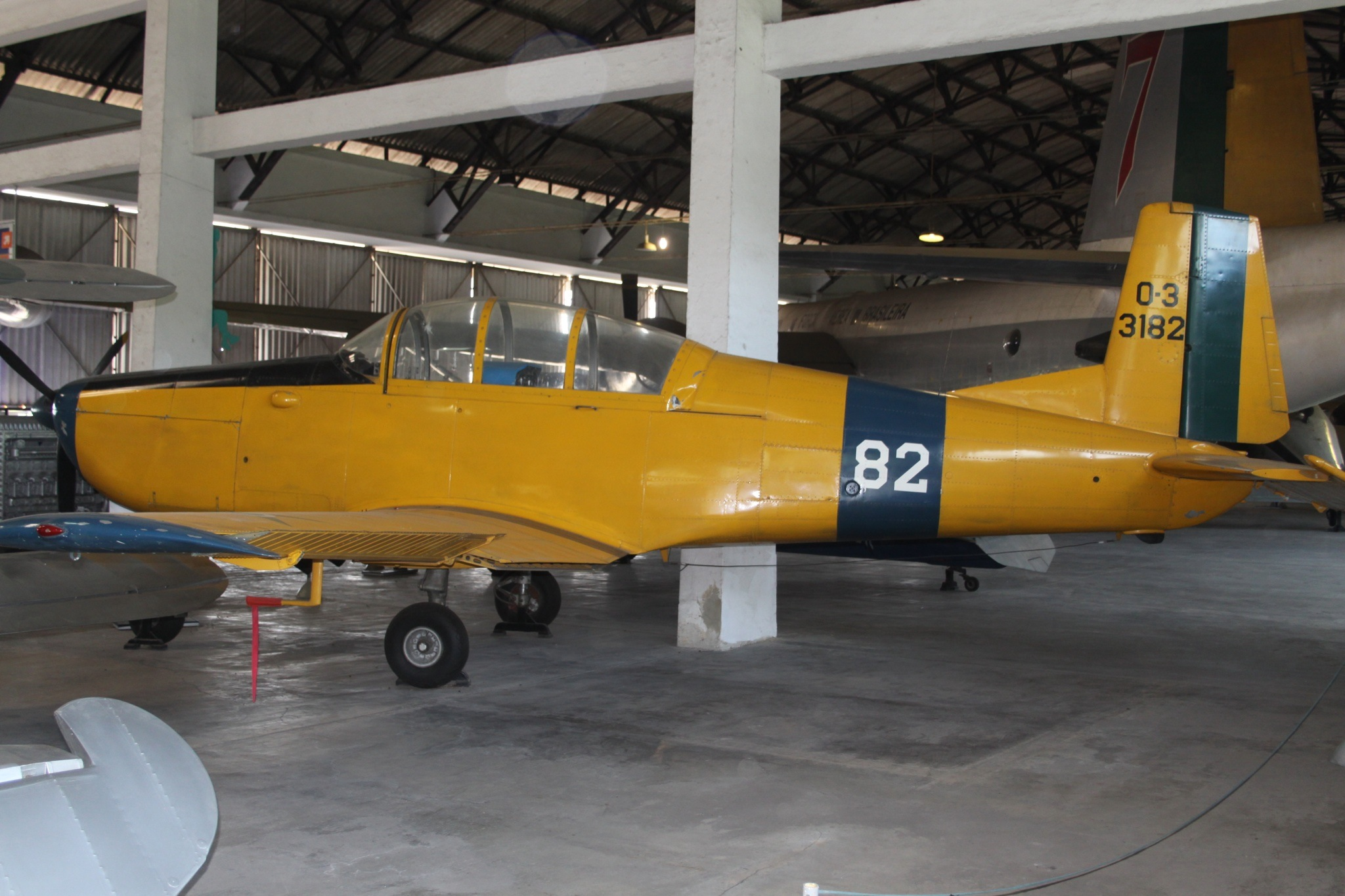
Este avión fue utilizado por las fuerzas aéreas de Suiza y Brasil por más de 40 años.

El primer prototipo fue construido en 1953 y voló el 3 de septiembre del mismo año. La Fuerza Aérea Suiza recibió 72 unidades de este avión, mientras que la Marina de Brasil compró 6. La Fuerza Aérea Suiza empleó el Pilatus P-3 como avión de entrenamiento hasta 1983, aunque siguió utilizándolo como avión de enlace por otra década. Entre 1993 y 1995, 65 Pilatus P-3 retirados de la Fuerza Aérea Suiza fueron vendidos en el mercado civil.

## Operadores
Suiza
- Fuerza Aérea Suiza
- P3 Flyers

El P3 Flyers es un equipo de acrobacia aérea independiente, con base en Suiza. Formado en 1996, actualmente opera cinco Pilatus P-3 retirados de la Fuerza Aérea Suiza.

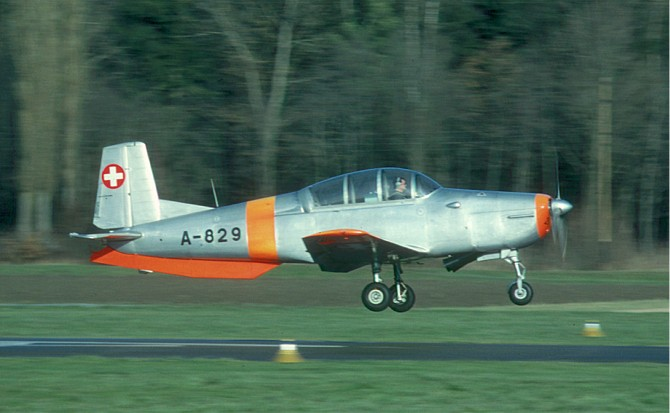
P-3 durante un espectáculo aéreo en Berna.

 Brasil
- Fuerza Aérea Brasileña
- Marina de Brasil

## Especificaciones técnicas

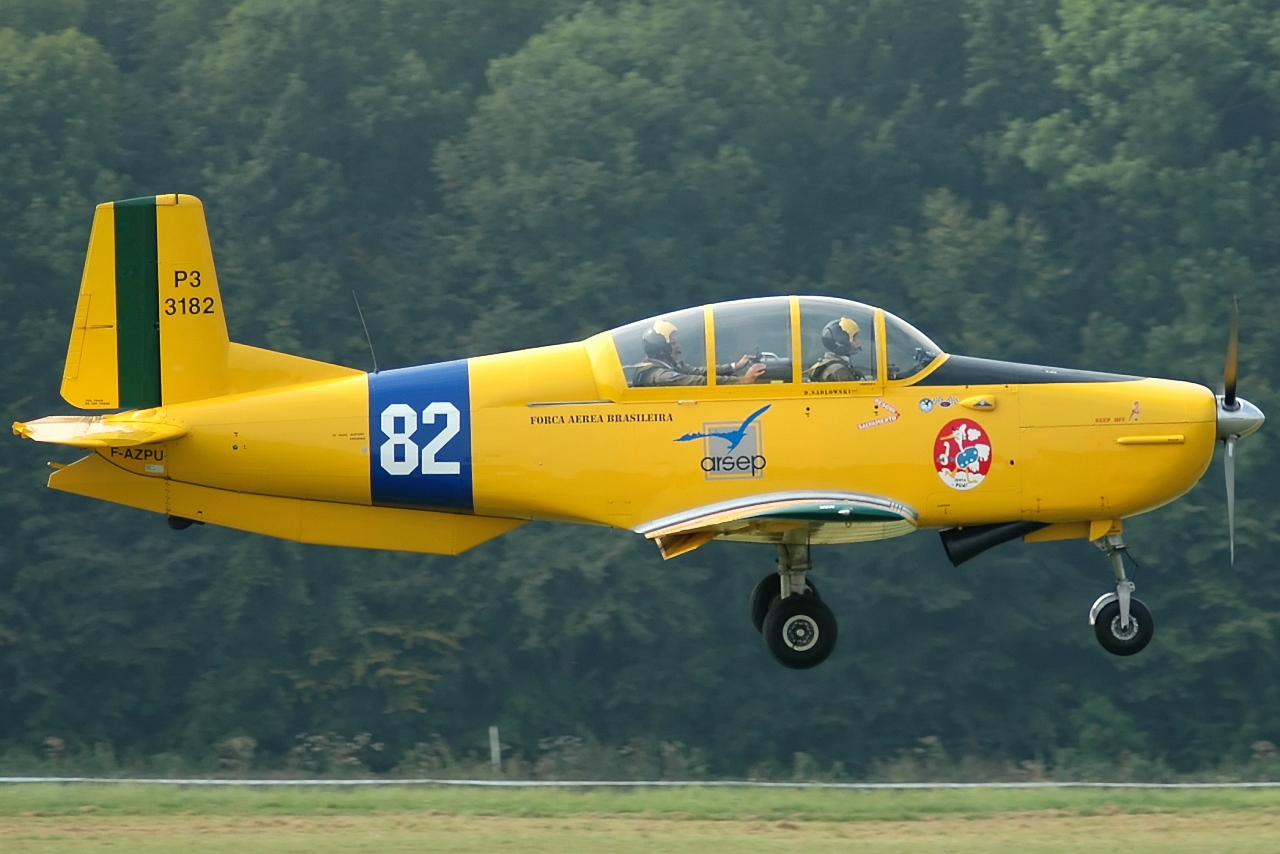
P-3 de la Fuerza Aérea Brasileña.

Referencia datos: Jane's All The World's Aircraft 1956–57

### Características generales
- Tripulación: 2 (estudiante e instructor)
- Longitud: 8,75 m
- Envergadura: 10,4 m
- Altura: 3,1 m (10 ft)
- Superficie alar: 16,5 m²
- Peso vacío: 1.100 kg
- Peso máximo al despegue: 1.500 kg
- Planta motriz: 1× Lycoming GO-435-C2-A2, bóxer de 6 cilindros enfriado por aire.
  - Potencia: 180 kW (240 hp)

### Rendimiento
- Velocidad máxima operativa (Vno): 310 km/h
- Velocidad crucero (Vc): 255 km/h
- Velocidad mínima controlable (Vmc): 100 km/h (62 MPH; 54 kt)
- Alcance: 650 km (351 nmi; 404 mi)
- Techo de vuelo: 6 m (18 ft)
- Régimen de ascenso: 7 m/s
- Carga alar: 90,63 kg/m²
- Potencia/peso: 0,12 kW/kg (0,072hp/lb)

### Desarrollos relacionados
- Pilatus P-2
- Pilatus PC-7
- Pilatus PC-9

### Aeronaves similares
- Beechcraft T-34 Mentor
- PZL TS-8 Bies
- ENAER T-35 Pillán